# Алипов, Евгений Леонидович
Евгений Леонидович Алипов (укр. Євген Леонідович Аліпов; родился 12 сентября 1965, Волжский, Волгоградская область, СССР) — советский и украинский хоккеист, тренер.

## Биография
В советское время долгое время выступал в Высшей лиге за сильнейший украинский клуб «Сокол». За него он дебютировал уже в 18 лет. После распада СССР нападающий долгое время выступал за команды из Польши, Чехии и Великобритании. Завершал свою карьеру на Украине.
За сборную Украины дебютировал в 1996 году на Чемпионате мира группе «С» в Словении. Во второй раз Алипов сыграл за национальную команду в отборочном турнире на Зимние Олимпийские игры 2002 года. Несмотря на то, что Украина получила путевку на главный старт четырёхлетия, нападающий в Солт-Лейк-Сити не поехал.

### Тренерская деятельность
После завершения карьеры входил в тренерский штаб украинского клуба «Компаньон», а затем некоторое время руководил им. В 2012 году он стал первым тренером в истории хоккейной сборной Грузии. Затем специалист работал с юниорской сборной Украины, после чего он переключился на развитие женского хоккея. В сезоне 2018/19 года тренируемая им женская хоккейная команда «Украиночка» (Киев) выиграла Чемпионат Украины.

## Достижения
- Чемпион Украины (2): 2002/2003, 2006/2007.

## Семья
Дочери-близнецы Элен и Элизабет — хоккеистки, игроки сборной Украины.